# エミリアーノ・メルカド・デル・トロ
エミリアーノ・メルカド・デル・トロ（Emiliano Mercado del Toro、1891年8月21日 - 2007年1月24日）は、生年月日と死亡年月日が確かな男性のうち、木村次郎右衛門とクリスチャン・モーテンセンに次いで史上3番目に長生きしたとされるプエルトリコの男性。
2004年11月19日以降男性長寿世界一、2006年12月11日以降は男女含めて長寿世界一だった。死去の時点ではモーテンセンに次ぐ男性歴代2位の記録をもっていた。また男女を含めたプエルトリコの歴代最高齢者である。中部アメリカの人物としてもヴァイオレット・ブラウンに次ぐ歴代2番目の長寿者である。

## 略歴
1891年8月21日、プエルトリコ総督領のカボ・ロッホに生まれる。81歳まで農夫として働いていた。結婚したことは無く、子供はいなかった。ただ、3人ほど好きな人はいたと言われている。1898年に起こった米西戦争の時の出来事を鮮明に記憶していたという。茹でたトウモロコシ、鱈、牛乳が好物だったという。アメリカ陸軍が第一次世界大戦のため1918年10月に彼を徴兵したが、その後わずか1か月で休戦協定が結ばれる。当時はパナマの訓練キャンプにいたため、戦闘を行うことはなかった。その後の1993年にビル・クリントンから第一次世界大戦休戦75周年を記念したメダルを授与される。102歳の頃に転倒し、当時85歳の姪と共に引っ越しを行う。その後は甥とその家族と暮らしていた。家族からは「ティオ・ミロ」(ミロおじさんとも)と呼ばれていた。
114歳の時点では視力や聴力に難があったものの、女優のアイリス・チャコンの来訪に喜んだという。チャコン自身もエミリアーノの訃報について、「自分の祖父を失ったような気がする。」と語っている。
2007年1月24日に死去。115歳156日没。長寿世界一の人物はアメリカ合衆国の女性エマ・ティルマン、長寿世界一の男性は日本の田鍋友時となった。

## 長寿記録
- 2004年11月19日、フレッド・ヘイルの死去に伴い、男性長寿世界一になった。
- 2006年5月21日、ラモナ・イグレシアスを抜いてプエルトリコでの歴代最高齢となった。
- 2006年12月11日にエリザベス・ボールデンの死去により長寿世界一になった[6]。
- 2007年1月24日、115歳で自宅で老衰のため死去。

## その他
2003年11月6日に1892年生まれの男性最後の生き残りであったスウェーデンのアンダス・エディバーグが死去、3年後の2006年4月25日には1893年生まれ最後の生き残りであったマクシミアーノ・ジョゼ・ドス・サントスの死去、同年12月には1894年生まれ最後の生き残りだったモセス・ハーディが死去したことによって、次の男性世界最高齢であった田鍋友時とはおよそ4年の差がついていた。